# Gianni Musy
Gianni Musy, all'anagrafe Giovanni Musy (Milano, 3 agosto 1931 – Mentana, 7 ottobre 2011), è stato un attore e doppiatore italiano.
Talvolta accreditato, soprattutto agli esordi della carriera cinematografica, come Gianni Glori o Gianni Musy Glori, ha lavorato con Anna Magnani (L'onorevole Angelina), Eduardo De Filippo (Napoli milionaria!, Filumena Marturano), Carlo Ludovico Bragaglia (Caporale di giornata), Pietro Germi (Un maledetto imbroglio), Carlo Verdone (Compagni di scuola), Pupi Avati (Impiegati). Nel doppiaggio ha prestato la voce sia ad attori, sia a personaggi dei cartoni animati.

## Biografia

### Attore

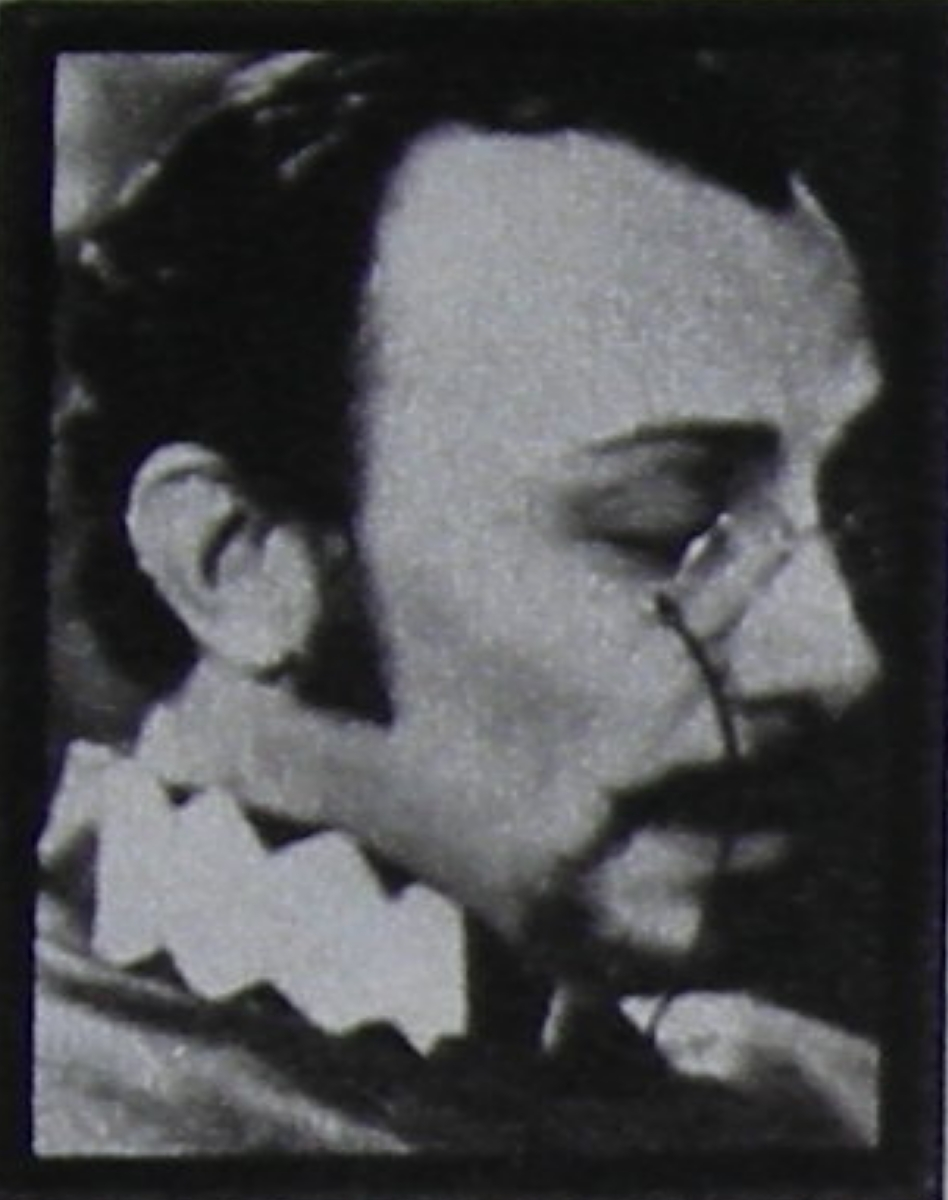
Gianni Musy nell'interpretazione di Talberg nella commedia I giorni dei Turbin (1969)

Musy nacque a Milano il 3 agosto del 1931, figlio degli attori Enrico Musy (meglio noto come Enrico Glori), napoletano di remote origini francesi, e di Gianna Pacetti (1909-1997) fiorentina. Comincia la sua carriera come attore bambino, negli anni quaranta, recitando in Oro nero, regia di Enrico Guazzoni (1942), Harlem, regia di Carmine Gallone (1943), e L'onorevole Angelina, regia di Luigi Zampa (1947). Nel corso degli anni cinquanta continua a lavorare come giovane attore in numerosi film. Negli anni sessanta e settanta appare in alcuni sceneggiati Rai come La freccia nera (in cui interpretava il ruolo di Senzalegge), E le stelle stanno a guardare (1971), I Buddenbrook (1971), e Le inchieste del commissario Maigret (in cui ha interpretato l'ispettore Lapointe).
Nel 1993 ottiene il ruolo del pentito Tommaso Buscetta in Giovanni Falcone (1993) di Giuseppe Ferrara. Nel 1996 partecipa ai primi quattro episodi della prima stagione de Il maresciallo Rocca, nel ruolo di un giornalista poi ucciso. Nel 2003 ha ricoperto il ruolo del giudice nel processo a Fabrizio Ristori in Elisa di Rivombrosa. Ha inoltre preso parte all'interpretazione, insieme alla figlia Mascia Musy, dell'audiolibro basato sull'opera letteraria Galileo mio padre (2010) dello scrittore Luca Desiato. Le sue ultime interpretazioni sul grande schermo sono state in Romanzo di una strage e 11 settembre 1683, diretti rispettivamente da Marco Tullio Giordana e Renzo Martinelli. In questi ultimi lavori, usciti postumi, non ha potuto effettuare il doppiaggio in tempo, pertanto la voce gli è stata prestata dal collega Sergio Graziani.

### Doppiatore
Ha doppiato attori di Hollywood come Richard Harris in diverse interpretazioni, fra cui quella di Albus Silente nella saga di Harry Potter e l'imperatore Marco Aurelio ne Il gladiatore, Christopher Plummer (L'ultima eclissi; Ararat - Il monte dell'Arca; The New World - Il nuovo mondo; Parnassus - L'uomo che voleva ingannare il diavolo), Ian McKellen, nella parte dello stregone Gandalf della trilogia de Il Signore degli Anelli, e il Maestro Jedi Ki-Adi-Mundi, interpretato da Silas Carson, nella trilogia prequel di Guerre stellari. Alla morte di Richard Harris ha continuato a doppiare il personaggio di Silente nella versione interpretata da Michael Gambon. Ha dato la voce anche a George Peppard nel ruolo del Colonnello John "Hannibal" Smith nelle prime due stagioni sella serie televisiva A-Team.
Ha doppiato anche film d'animazione, interpretando Giuseppe Garibaldi nella pellicola L'eroe dei due mondi di Guido Manuli, e prestando la voce a più personaggi Disney: Zeus in Hercules, il Re di Atlantide in Atlantis - L'impero perduto e Billy Bones ne Il pianeta del tesoro. Ha doppiato anche il personaggio di Lorentz Keel nell'anime Neon Genesis Evangelion.

### Paroliere
Ha collaborato occasionalmente con alcuni musicisti per i quali ha scritto testi di canzoni come Umilmente ti chiedo perdono e Non esiste più niente per Edoardo Vianello e Il dolce paese per Sergio Endrigo.

## Vita privata
Ha avuto due figlie nate dal matrimonio con Rada Rassimov: Mascia Musy, attrice teatrale e Stella Musy, doppiatrice professionista. Muore il 7 ottobre 2011 all'età di 80 anni.

## Filmografia

Gianni Musy in sala di doppiaggio nel 1981

### Cinema
- Oro nero, regia di Enrico Guazzoni e Camillo Mastrocinque (1942)
- Harlem, regia di Carmine Gallone (1943)
- L'onorevole Angelina, regia di Luigi Zampa (1947)
- Strano appuntamento, regia di Dezső Ákos Hamza (1950)
- Napoli milionaria, regia di Eduardo De Filippo (1950)
- I cadetti di Guascogna, regia di Mario Mattoli (1950)
- Il caimano del Piave, regia di Giorgio Bianchi (1951)
- Filumena Marturano, regia di Eduardo De Filippo (1951)
- Totò e i re di Roma, regia di Steno, Mario Monicelli (1951)
- Chi è senza peccato..., regia di Raffaello Matarazzo (1952)
- La peccatrice dell'isola, regia di Sergio Corbucci (1952)
- Una croce senza nome, regia di Tullio Covaz (1952)
- Nerone e Messalina, regia di Primo Zeglio (1953)
- Siamo tutti milanesi, regia di Mario Landi (1953)
- La Luciana, regia di Domenico Gambino (1954)
- 'Na sera 'e maggio, regia di Giorgio Pastina (1955)
- Caporale di giornata, regia di Carlo Ludovico Bragaglia (1958)
- Un maledetto imbroglio, regia di Pietro Germi (1959)
- Un amore a Roma, regia di Dino Risi (1960)
- Mariti a congresso, regia di Luigi Filippo D'Amico (1961)
- Il mantenuto, regia di Ugo Tognazzi (1961)
- Romolo e Remo, regia di Sergio Corbucci (1961)
- L'uomo che ride, regia di Sergio Corbucci (1966)
- Decameron proibitissimo (Boccaccio mio statte zitto), regia di Marino Girolami (1972)
- Come fu che Masuccio Salernitano, fuggendo con le brache in mano, riuscì a conservarlo sano, regia di Silvio Amadio (1972)
- Il boss, regia di Fernando Di Leo (1973)
- Due Magnum 38 per una città di carogne, regia di Mario Pinzauti (1975)
- La verginella, regia di Mario Sequi (1975)
- Il sogno di Zorro, regia di Mariano Laurenti (1975)
- Il cinico, l'infame, il violento, regia di Umberto Lenzi (1977)
- Squadra antigangsters, regia di Bruno Corbucci (1979)
- Asso, regia di Castellano e Pipolo (1981)
- State buoni se potete, regia di Luigi Magni (1983)
- 'O surdato 'nnammurato, regia di Ninì Grassia (1983)
- Impiegati, regia di Pupi Avati (1985)
- Pizza Connection, regia di Damiano Damiani (1985)
- Compagni di scuola, regia di Carlo Verdone (1988)
- Giovanni Falcone, regia di Giuseppe Ferrara (1993)
- Padrona del suo destino, regia di Marshall Herskovitz (1999)
- Stregati dalla luna, regia di Pino Ammendola e Nicola Pistoia (2001)
- Non ti muovere, regia di Sergio Castellitto (2004)
- Romanzo di una strage, regia di Marco Tullio Giordana (2012)
- 11 settembre 1683, regia di Renzo Martinelli (2012)

### Televisione
- I grandi camaleonti, regia di Edmo Fenoglio (1964)
- Delitto ad ogni costo, regia di Guglielmo Morandi - prosa televisiva trasmessa il 17 maggio 1964.[4]
- Le inchieste del commissario Maigret – serie TV (1964-1972)
- Nora seconda, regia di Claudio Fino - prosa televisiva trasmessa il 19 febbraio 1966.[5]
- Angelina mia di Paola Riccora, regia di Carlo Lodovici - prosa televisiva trasmessa il 17 ottobre 1967.
- La freccia nera, regia di Anton Giulio Majano - sceneggiato TV (1968)
- Melocotón en almíbar di Miguel Mihura, regia di Alessandro Blasetti - prosa televisiva trasmessa il 28 novembre 1967.[6]
- I giorni dei Turbin di Michail Bulgakov, regia di Edmo Fenoglio - prosa televisiva trasmessa tra l'8 e il 10 giugno 1969.[7]
- In prima pagina di Ben Hecht e Charles MacArthur, regia di Anton Giulio Majano - prosa televisiva trasmessa il 15 giugno 1969.[7]
- E le stelle stanno a guardare, regia di Anton Giulio Majano – miniserie TV (1971)
- La pietra di luna - sceneggiato TV (1972)
- Tre quarti di luna di Luigi Squarzina, regia di Sandro Bolchi - prosa televisiva trasmessa tra il 7 e il 9 luglio 1971.[8]
- Qui squadra mobile (1ª stagione episodio 6), regia di Anton Giulio Majano – serie TV (1973)
- Serata al Gatto Nero, regia di Mario Landi – miniserie TV (1973)
- Assunta Spina di Salvatore Di Giacomo, regia di Carlo Di Stefano - prosa televisiva trasmessa il 23 febbraio 1973.[9]
- Vino e pane, regia di Piero Schivazappa – miniserie TV (1973)[10]
- Gendarmi si nasce di Marcel Achard, regia di Carlo Lodovici - prosa televisiva trasmessa il 17 agosto 1973.[9]
- Canossa – serie TV (1974)
- Murat, regia di Silverio Blasi – miniserie TV (1975)
- Storie della camorra, regia di Paolo Gazzara (1978)
- Il signore di Ballantrae (1979)
- L'eredità della priora, regia di Anton Giulio Majano (1980)
- Anna Kuliscioff, regia di Roberto Guicciardini (1981)
- I racconti del maresciallo, episodio Suggestion Diabolique, regia di Giovanni Soldati (1984)
- Aeroporto internazionale (1987)
- Investigatori d'Italia, regia di Paolo Poeti – miniserie TV (1987)
- La piovra 5 - Il cuore del problema, regia di Luigi Perelli (1990)
- Pazza famiglia (1995)
- La tenda nera, regia di Luciano Manuzzi (1996)
- Il maresciallo Rocca (1996)
- Professione fantasma – serie TV, episodio Questione di soldi (1998)
- Elisa di Rivombrosa – serie TV (2005)
- Donna detective – serie TV (2007)
- Cugino & cugino – serie TV, episodio 1x08 (2011)

## Prosa radiofonica Rai
- I tre moschettieri di Alessandro Dumas padre, regia di Marco Parodi, 30 puntate, trasmessa dal 2 febbraio al 27 febbraio 2004 su Rai Radio 2

## Doppiaggio

### Film
- Richard Harris ne Il campo, Gli spietati, Ricordando Hemingway, Terra amata - Cry, the Beloved Country, Fra odio e amore, Il barbiere di Siberia, Il gladiatore, Harry Potter e la pietra filosofale, Montecristo, Harry Potter e la camera dei segreti
- Michael Gambon in Ballando a Lughnasa, Harry Potter e il prigioniero di Azkaban, Harry Potter e il calice di fuoco, The Good Shepherd - L'ombra del potere, Harry Potter e l'Ordine della Fenice, Harry Potter e il principe mezzosangue, Harry Potter e i Doni della Morte - Parte 1, Harry Potter e i Doni della Morte - Parte 2
- Christopher Plummer in L'ultima eclissi, Ararat - Il monte dell'Arca, Oscure presenze a Cold Creek, Partnerperfetto.com, The New World - Il nuovo mondo, Syriana, Parnassus - L'uomo che voleva ingannare il diavolo
- Charlton Heston in True Lies, Planet of the Apes - Il pianeta delle scimmie, Ogni maledetta domenica - Any Given Sunday, My Father
- Max von Sydow in La neve cade sui cedri, Intacto, Minority Report, Wolfman, Shutter Island, Robin Hood
- Ian McKellen in Il Signore degli Anelli - La Compagnia dell'Anello, Il Signore degli Anelli - Le due torri, Il Signore degli Anelli - Il ritorno del re, Stardust
- Silas Carson in Star Wars - Episodio I - La minaccia fantasma, Star Wars - Episodio II - L'attacco dei cloni, Star Wars - Episodio III - La vendetta dei Sith
- Burt Lancaster in Buffalo Bill e gli indiani, Atlantic City, U.S.A., Local Hero, Osterman Weekend
- Hugo Pratt in Rosso sangue
- Danny Glover in Manderlay, I Want to Be a Soldier
- Martin Landau in Trappola d'amore, City Hall, The Majestic
- Robert Mitchum in Gli altri giorni del Condor
- Marlon Brando in Cristoforo Colombo - La scoperta
- Rod Steiger in Hurricane - Il grido dell'innocenza
- Christopher Lee in La bussola d'oro
- Sean Connery in Cinque giorni una estate
- Robert Loggia in Bad Girls, Il senso di Smilla per la neve
- Charles Durning in Hollywood, Vermont.
- Russell Means in L'ultimo dei Mohicani
- Don Ameche in In fuga a quattro zampe
- Brian Dennehy in The Next Three Days
- Ralph Waite in Quattro zampe a San Francisco
- L.Q. Jones in Casinò
- Edward Hardwicke in Oliver Twist
- Jack Palance in Young Guns - Giovani pistole, Batman
- Peter Donat in I segreti del lago
- Armin Mueller-Stahl in The Game - Nessuna regola
- Stanley Anderson in Faccia a faccia
- Victor Argo in Don't Say a Word
- Pat Hingle in Batman & Robin
- Guy Bedos in Sopravvivere coi lupi
- Donald Sutherland in Joanna
- Sven Wollter in Il 13º guerriero
- Dexter Gordon in Round Midnight - A mezzanotte circa
- Earl Cameron in The Interpreter
- John Gielgud in L'ultima tempesta
- Lanny Flaherty in Assassini nati - Natural Born Killers
- Arlen Dean Snyder in Gunny
- Philip Baker Hall in Sydney
- Lee Van Cleef in 1997: Fuga da New York
- John Carradine in 7 per l'infinito contro i mostri spaziali
- Frederic Forrest in Il coraggioso
- Serge Merlin in Il favoloso mondo di Amélie
- Michael Lonsdale in L'ultimo inquisitore
- Tom Poston in Principe azzurro cercasi

### Film d'animazione
- Giuseppe Garibaldi in L'eroe dei due mondi
- Zeus in Hercules
- Re di Atlantide in Atlantis - L'impero perduto
- Billy Bones in Il pianeta del tesoro
- Lorentz Keel in Neon Genesis Evangelion
- Byakuran in Sword of the Stranger
- Winston in Animals United
- Sindaco John in Rango
- Grande Puffo in I Puffi
- Maestro del Hokuto no Ken in Ken il guerriero - La trilogia
- Dio in Persepolis
- Abraracourcix in Le 12 fatiche di Asterix

### Film TV e miniserie
- Richard Harris in San Giovanni - L'apocalisse, Giulio Cesare
- Michael Gambon in Angels in America, Doctor Who
- Christopher Lee in Sorellina e il principe del sogno
- Mario Adorf in Fantaghirò
- Bob Hoskins in Io e il duce
- Sam Neill in Merlino
- Max von Sydow in La principessa e il povero
- Charlton Heston in Volo 232 - Atterraggio di emergenza

### Serie televisive
- Ian McKellen ne I Simpson (ep. 15x04)
- George Peppard in A-Team (st. 1-2)
- George Hall in Le avventure del giovane Indiana Jones

### Videogiochi
- Voce narrante iniziale e descrizione di ogni personaggio in Sacred: La leggenda dell'arma sacra
- Gandalf ne Il Signore degli Anelli: Il ritorno del re, Il Signore degli Anelli: La Terza Era
- Re Kashekim Nedahk in Atlantis:L'impero perduto[11]
- Zeus in Disney's Hercules[12]

## Teatro
- La buona moglie di Carlo Goldoni, regia di Luca Ronconi, Teatro Verdi, Pisa, 7 dicembre 1963[13]

### La commedia musicale
- I trionfi di Michele Galdieri, regia di Michele Galdieri (1964-1965)

## Doppiatori italiani
Come molti altri suoi colleghi attori dell’epoca, anche Gianni Musy venne doppiato in alcune occasioni. A prestargli la voce furono:
- Pino Locchi ne L'onorevole Angelina, Chi è senza peccato...
- Renzo Palmer in Caporale di giornata, Il sogno di Zorro
- Sergio Graziani in Romanzo di una strage e 11 settembre 1683 (doppiato poiché i film uscirono postumi).
- Germana Calderini in Harlem
- Giuseppe Rinaldi ne Il caimano del Piave
- Cesare Barbetti in Romolo e Remo
- Nando Gazzolo in L'uomo che ride